# ESO 137-001
ESO 137-001は、じょうぎ座銀河団（Abell 3627）に位置する棒渦巻銀河である。みなみのさんかく座の方角にある。銀河は銀河団の中心に向かって1時間に約700万km移動しているため、動圧により高温のガスを剥ぎ取られて26万光年もの長い尾を形成している。この尾では、星形成が行われていることを示すデータが得られており、ガスは1億℃にも達する。2005年にDr. Ming Sunによって発見された。

## 銀河の運命

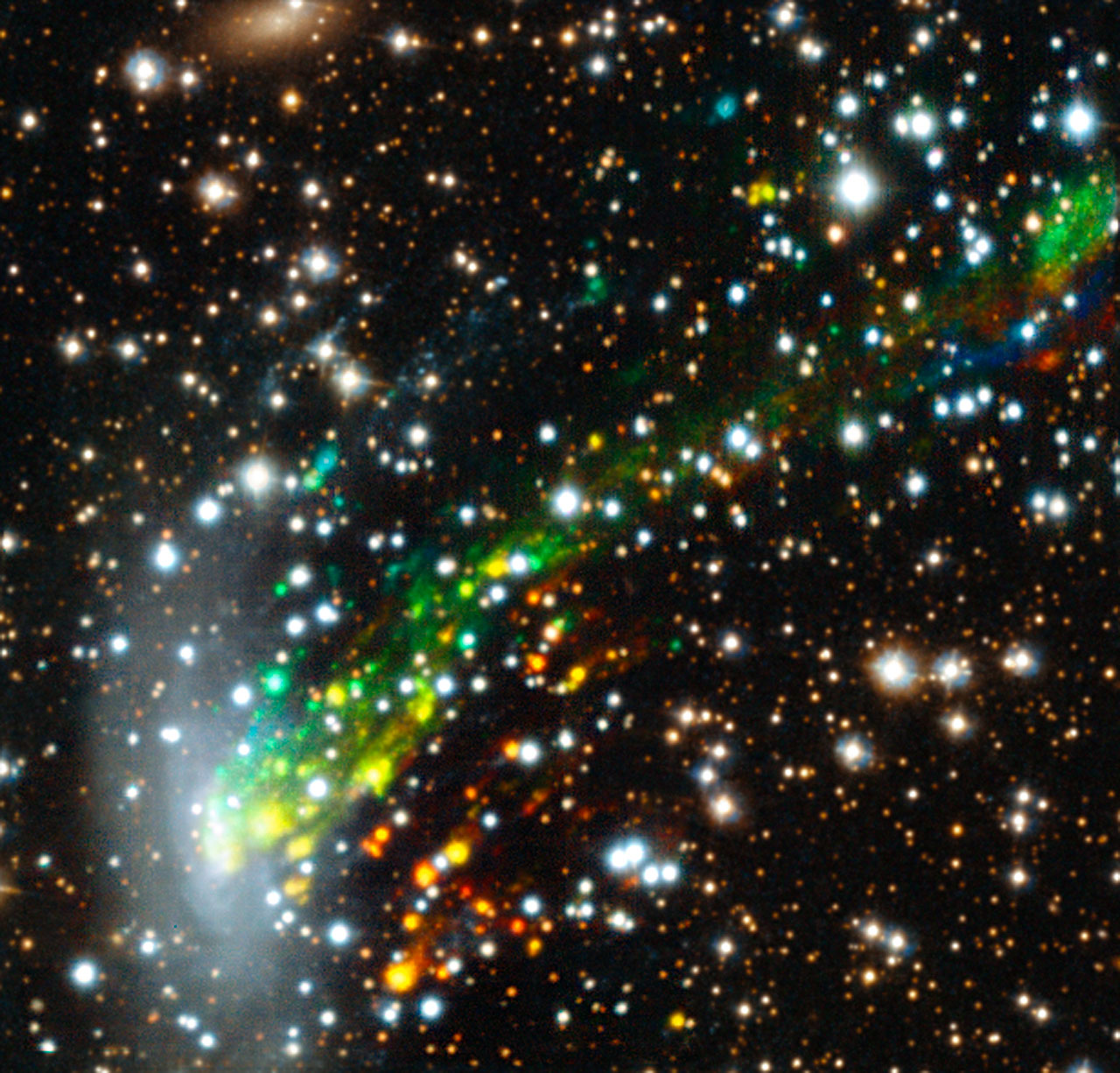
ESO-137-001が銀河を剥ぎ取っている。

剥ぎ取られたガスは、銀河の進化に大きな影響を与えていると考えられている。銀河から冷たいガスを奪い、新しい星形成を終わらせ、星形成の効果で内側の腕とバルジの形を変えると考えられている。